# 久保井美沙希
久保井 美沙希（くぼい みさき、5月6日 - ）は、日本の女性声優である。栃木県宇都宮市出身。

## 出演作品

### ゲーム
- 妖怪百姫たん!（河童・鵺・三つ目坊主・蛇帯[2]）
- 感染×少女（2018年、白名月よすが）イベントシナリオ挿入歌「存在証明・cv白名月よすが」[3]

### CV・ナレーション
- 県横浜市消費生活総合センター広報キャラクター　はまのタスケ役
- しまじろうミュージカルぼうけん!はっけん!たからじま!」ぽっぽ役

AbemaTV GX-伝説のキャバ嬢が女の子を大改革-番宣ナレーション

### 吹き替え

#### 実写
- キル・オア・ダイ　究極のデス・ゲーム
- サイレント・ナイト　悪魔のサンタクロース
- 虹蛇と眠る女
- あまくない砂糖の話（スタンホープ博士）
- アバンダンド 太平洋ディザスター119日（レイウィン）
- ソフィー・マルソーのSEX LOVE＆セラピー（マルティーニ）
- ハーフネルソン（ジョー・デューン）
- テイキング･アース地球侵略（フラン）
- ソルジャーゴールド（ジュリア・デイビス）
- フライト・クルー（マルガリータ/少年）
- バーニー・トムソンの殺人日記（マーガレット）
- グレイハウンド
- プライム・ターゲット
- エンカウンター　地球外侵略者（ヒクティン）
- ニューヨーク ザ・ギャング・シティ（トミーの母親）
- アニマル・ベイビーズ　動物園で生まれた赤ちゃん（セリーヌ）
- ザ・ファイブ ―残されたDNA―
- 世にもおぞましい物語（Netflixオリジナル作品）
- 世にもおぞましい物語（1話「マーティ」主人公/キム）
- 世にもおぞましい物語（3話「奇妙なやつ」アシュレイ）
- 世にもおぞましい物語（4話「勇気のバッジ」デント）
- 世にもおぞましい物語（5話「キャットフード」マクマートル夫人）
- 世にもおぞましい物語（7話「恐怖の小屋」アビゲイル）
- 世にもおぞましい物語（12話・13話「サーカスの余興」主人公/エース）
- カンテク〜運命の愛〜　ピョリ

#### アニメ
- コマンダー・クラーク（フランス語版）（チークス）
- トレインズ -TRAINS-（イーサンのお母さん）
- タイムトラベラー・ルーク（朝鮮語版）（ルーク）[4][5][6]

### ドラマCD
- める☆すた!!〜Melty Star!（2016年、黒須大河[7]）
- こえたま−こえのたまてばこ−（2016年[8]）

### オーディオドラマ
- VARIANT Re:CORD（2018年、アル[9]）

### 舞台・イベント
- 公演「愛と奇跡の物語」えんとつ町のプペル ルビッチ役
- ×ステージ「戦場に散りし十字架と塩胡椒，最後に愛と」アヤ上等兵役
- 公演『仮想恋愛』藍原結菜役
- 公演『ゴジラ』ピグモン役
- 音楽院和楽ライブ「ふきのとう」司会
- イベント声劇会　vol19